# Aseri
Aseri (německy Asserin nebo Asserien) je městečko v kraji Lääne-Viruaa, spadající pod samosprávnou obec Viru-Nigula. Do roku 2017 byla administrativním centrem stejnojmenné obce Aseri v kraji Ida-Virumaa.

## Poloha
Městečko leží na pobřeží Finského zálivu v ústí potoka Meriküla (Meriküla oja). Na území městečka se nachází jezero Aseri a vodopád Aseri vysoký 1,4–1,6 metrů. Nadmořská výška je 34 m n. m.
Název Aseri nese místní tektonický zlom a geologická vrstva z ordovického období.

## Historie
První písemné zmínky jsou z roku 1367 o panství pod názvem Asserien, patřící pod farnost Lüganuse, která byla v 16. století sloučena s farností Viru-Nigula. Vesnice je zmíněná v roce 1534. Až do roku 1581 bylo panství v držení německo-pobaltského rodu Lode. Po Livonské válce připadla švédské koruně. Od 17. století do 20. století se majitelé často měnili.
V období estonské pozemkové reformy v roce 1919 byla vyvlastněná půda rozdělena mezi místní zemědělce.
V letech 1899–1905 zde byla postavena cementárna, která zahájila provoz v roce 1902 a zrušena byla v roce 1928. V městečku také byla cihelna založená v roce 1922 a v její blízkosti v roce 1939 byl postaven přístav, molo a úzkorozchodná železnice Aseri–Sonda. Přístav a železnice byly zničeny v roce 1944 německými vojsky při jejich ústupu. Cihelna je předchůdcem keramických závodů.